# 블루투스
블루투스(영어: Bluetooth)는 1994년에 스웨덴의 에릭슨이 최초로 개발한 디지털 통신 기기를 위한 개인 근거리 무선 통신 산업 표준이다. ISM 대역에 포함되는 2.4~2.485GHz의 단파 UHF 전파를 이용하여 전자 장비 간의 짧은 거리의 데이터 통신 방식을 규정하는 블루투스는 개인용 컴퓨터에 이용되는 마우스, 키보드를 비롯해, 휴대전화 및 스마트폰, 태블릿, 스피커 등에서 문자 정보 및 음성 정보를 비교적 낮은 속도로 디지털 정보를 무선 통신을 통해 주고 받는 용도로 사용되고 있다.

## 개요
블루투스는 수 미터에서 수십 미터 정도의 거리를 둔 정보기기 사이에, 전파를 이용해서 간단한 정보를 교환하는데 사용된다. 당초에는 에릭슨을 필두로, 인텔, IBM, 노키아, 도시바 등의 5개 회사가 프로모토로서 규격의 책정에 참가했으며, 그 후 마이크로소프트, 모토로라, 3COM, 루센트 테크놀로지 등의 4개 회사가 추가 참여했다. 현재는 3COM과 루센트 테크놀로지 대신, 애플, 노르딕 세미컨덕터(Nordic Semiconductor)가 추가되어, 총 9개 회사가 프로모터 기업으로 참가했다.
IEEE에서는 규격명 IEEE 802.15.1으로 등재되어 있으나, 현재 블루투스는 Bluetooth Special Interest Group (SIG)을 통해 관리되고 있다. 이 그룹에는 전기통신, 컴퓨터, 네트워크, 가전 등의 분야의 30,000사 이상의 기업들이 멤버에 가입되어 있다. 블루투스 SIG는 규격의 개발을 감시, 규격의 인증 프로그램의 관리 및 트레이드마크의 보호를 관장하고 있다.
장비 제조사가 블루투스 장비로 인증을 받기 위해서는 SIG에서 제정한 표준 규격을 만족해야 한다.

## 이름의 유래
'블루투스'라는 이름은 10세기 경 처음으로 노르웨이와 덴마크를 통합한 하랄드 블라톤(Haraldr Blátǫnn) 국왕의 별칭이 '파란 이빨의 왕'으로 불렸다는 것에서 유래되었다고 한다. 블라톤(Blátǫnn)을 영어식으로 번역한 단어가 블루투스(Bluetooth)이다.
블루투스 이름의 아이디어는 1997년 인텔 출신의 짐 카다크(Jim Kardach)라는 시스템 엔지니어가 제안하였다. 제안했을 당시에, 그는 스웨덴의 작가 프란스 G. 벵트손(Frans G. Bengtsson)의 역사 소설 《붉은 뱀》(스웨덴어: Röde Orm, 영어: The Long Ships)을 읽고 있었다고 한다. 이 책은 바이킹과 하랄드 블라톤 국왕의 이야기가 적혀있었다. 하랄드 블라톤 왕이 스칸디나비아를 통일했던 것처럼, '난립하는 여러 무선 통신 규격을 통합하자'는 염원이 담겼다고 한다.
블루투스의 로고는 북유럽의 룬 문자(옐링 거석의 비석에서 찾을 수 있는)로 하랄드 블라톤 국왕의 이름의 앞글자 (H)와 (B)를 결합한 모양에서 유래한다.

## 연혁
- 1994년 - 에릭슨의 사내 프로젝트로 개발 시작
- 1998년 - 에릭슨 포함 5개 회사가 Bluetooth SIG를 설립. Bluetooth라는 이름을 발표
- 1999년 7월 26일 - 블루투스 사양서 1.0 버전이 발표됨[16]
- 2003년 11월 - 버전 1.2 발표
- 2004년 11월 - 버전 2.0 + EDR 발표
- 2007년 3월 28일 - 버전 2.1 + EDR 발표
- 2009년 4월 21일 - 버전 3.0 발표
- 2009년 12월 17일 - 버전 4.0 발표
- 2011년 6월 21일 - 애플과 Nordic Semiconductor가 이사회에 추가
- 2013년 12월 4일 - 사양서 버전 4.1을 발표[17]
- 2014년 12월 3일 - 버전 4.2을 발표[18]
- 2016년 12월 8일 - 버전 5를 발표[19]

## 사양과 특징
PANs의 산업 표준중 하나인 블루투스는 ISM 대역인 2.45GHz를 사용한다. 버전 1.1과 1.2의 경우 속도가 723.1kbps에 달하며, 버전 2.0의 경우 EDR을 특징으로 하는데, 이를 통해 2.1Mbps의 속도를 낼 수 있다. 블루투스는 RS-232, 유선 USB를 대체하는 개념이며 이는 와이파이가 이더넷을 대체하는 개념과 유사하다. 암호화에는 SAFER을 사용한다. 장치끼리 믿음직한 연결을 성립하려면 키워드를 이용한 페어링이 이루어지는데, 이 과정이 없는 경우도 있다.

### 블루투스 1.0과 1.0B
1.0과 1.0B는 많은 문제점을 가지고 있고 다양한 제조사들이 그들의 제품 간의 상호 호환성을 가지게 하는 데에 많은 어려움을 겪었다. 1.0과 1.0B는 또한 핸드셰이킹 과정에서 블루투스 하드웨어 장치 주소(BD_ADDR)를 반드시 전송해야 하므로 프로토콜 수준에서의 익명(IP와 같은 주소 없이)의 연결(rendering anonymity)을 할 수 없었는데, 이는 블루투스 환경에서 제공 되도록 계획한 소비확대정책(Consumerium)같은 서비스를 제공하는 데에 큰 제한사항이었다. 블루투스는 2.4Ghz의 주파수를 사용하고 무선 랜(802.11b/g/n)도 2.4Ghz대의 주파수를 사용한다. 같은 주파수를 사용하므로 동시사용에 따른 충돌은 피할 수 없다. 양 제품의 초기 보급 시에는 그것에 대한 우려의 목소리가 높았다. 하지만 블루투스의 버전업과 연결 특성 상 큰 문제는 발생하지 않았다. 블루투스는 해당 주파수 대역에서 비어있는 채널을 찾아 데이터를 전송하기 때문에 간섭이 일어난다 하더라도 즉시 다른 빈 곳으로 전송하게 된다. 음성기기의 사용 시 아주 잠깐의 지연현상이 발생하지만 체감하기 어렵다. 하지만 두 기기의 거리가 1cm 이하로 근접해 있을 경우 간섭이 발생할 가능성이 있다. 무선랜과 블루투스 두 기능을 동시에 가지고 있는 기기의 경우에는 두 장비가 하나의 안테나를 사용하게 되는데, 서로 번갈아가며 데이터를 전송하는 사용하는 방식을 이용하여 애초부터 그 간섭을 최대한 줄이게끔 되어 있다.

### 블루투스 1.1
2002년 802.15.1 IEEE 표준으로 승인되었고, 1.0B의 많은 문제점들을 수정하였다. 이 외에 비 암호화 채널(non-encrypted channels)을 지원하였고, Signal Strength Indicator (RSSI)를 수신 받을 수 있게된다.

### 블루투스 1.2
이 버전은 1.1 버전과 호환되며 주요 향상 점은 다음과 같다: 빠른 접속과 가까운 거리에서의 주파수 간섭 및, 먼 거리에서의 분산스펙트럼(frequency-hopping spread spectrum)에 대비하였다. 실제 전송 속도는 1.1과 같은 723kbit/s이다. 패킷의 오류나 재전송에 따른 음성이나 음원신호의 quality손실을 막는 Extended Synchronous Connections (eSCO)를 지원하게 되었고, three-wire UART를 위한 Host Controller Interface (HCI)를 지원하게 되었다. 2005년 802.15.1 IEEE 표준으로 승인되었다.

### 블루투스 2.0 + EDR
2004년 10월에 표준화가 된 이 버전은 1.1과 호환되게 하였다. 주된 향상 점은 3.0Mbit/s의 향상된 데이터 속도(Enhanced Data Rate, EDR)를 지원하게 된 점이다. 이로써 다음의 효과를 가지게 되었다 : 평균 3배, 최대 10배의 데이터 전송 속도(Data Transfer Rate) 향상(실제 전송 속도 2.1Mbit/s)과 Duty Cycle감소에 의한 저 전력 소비, 또한 multi-link scenarios의 단순화로 사용할 수 있는 대역폭이 늘어났다. 이론상의 전송 속도는 3.0Mbit/s이고, 실제 data전송 속도는 2.1Mbit/s이다. Special Interest Group (SIG)에 표준화가 된 "블루투스 2.0 + EDR"은 많은 업체들이 사용하는 EDR과 표준화되지 않은 "블루투스 2.0"를 포함한다. 앞에 명시된 기술을 보여주는 HTC TyTN pocket PC phone과 다른 블루투스 2.0 without EDR의 기술은 추가적인 문제점들을 수정한 버전 1.2와 거의 같다. 많은 제품들이블루투스 2.0을 지원한다고 명시하지만 실제로 EDR을 지원하는지는 명확하게 표기하지 않아 문제가 되고 있다.

### 블루투스 2.1 + EDR
1.2버전과 완벽하게 호환이 되는 핵심 표준화 버전인 블루투스 2.1은 블루투스 SIG에 의해 2007년 7월26일 채택되었다. 이 기술은 다음의 특징을 가지고 있다:
- 확장된 질의 응답: 장치들을 연결하기 전에 좀 더 나은 장치를 걸러내기 위해 질의 과정동안 더 많은 정보를 제공한다. 정보에는 장치의 이름, 장치가 지원하는 서비스 목록, 날짜나 시간, 공유정보와 같은 것들을 포함한다.
- 스니프 서브레이팅(Sniff subrating) 기술: 저 전력 모드일 경우, 특히 비대칭 전송(asymmetric data flows)으로 연결되어 있을 경우 전력소비를 줄일 수 있다. 휴먼 인터페이스 장치들이 가장 이익이 될 것으로 예상되는데 적어도 3배에서 최대 10배까지 배터리의 수명을 증가시킬 수 있다.
- 부호화 일시 중지/재개(Encryption Pause Resume): 암호를 다시 설정했을 경우, 장치 간에 더욱 강력한 암호화로 최소 23.3시간 이상의 연결을 유지할 수 있다. 안전하고 간편한 공유: 보안의 강화와 사용 시간이 늘어남에 따라 블루투스 장치 간의 공유 기술이 근본적으로 향상되었다. 이것은 앞으로의 블루투스의 사용에 있어 큰 기여를 할 것으로 기대된다.
- NFC 코퍼레이션: NFC 라디오 인터페이스를 사용할 수 있다면 자동적으로 안전하게 접속할 수 있게 된다. 예를 들어, 수 센티미터 이내로 헤드셋을 NFC를 포함한 블루투스 2.1 전화로 가져가기만 하여도 접속할 수 있게 되고 또 다른 예로는 휴대 전화나 디지털 카메라로 찍은 사진을 디지털 액자에 가깝게 가져가는 것만으로 디지털 사진을 디지털 액자로 업로드할 수 있게 된다.

### 블루투스 3.0 + HS
블루투스 3.0은 2009년 4월 21일에 발표되었다. 블루투스 3.0의 큰 특징은 802.11 PAL(Protocol Adaptation Layer)를 채용해서 속도를 최대 24Mbps로 향상시켰다. (+HS 가 붙어있지 않은 제품에서는 이와 같은 High Speed 연결을 지원하지 않으며 3.0에서 추가된 기능만을 지원한다.) 그리고 블루투스 기기간에 대용량 그림, 동영상, 파일을 주고받게 되었다. PC를 모바일 기기와 동기화를 할 수 있고 프린터나 PC로 많은 사진을 내려받을 수 있다. 추가된 점으로 내장된 전력 관리 기능을 통해 전력소모를 크게 줄일 수 있다.

### 블루투스 4.0 + LE
Bluetooth SIG는 블루투스 사양d서 버전 4.0(Bluetooth Smart)을 2010년 6월 30일에 채택하였다. 이 사양에는 클래식 블루투스(Classic Bluetooth), Bluetooth high speed 와 Bluetooth low energy 프로토콜이 포함되었다. Bluetooth high speed는 Wi-Fi를 바탕으로, 클래식 블루투스는 기존의 레거시 블루투스 프로토콜을 바탕으로 한다.
한편, 종래의 버전과 비교해 대폭적으로 소비전력을 낮춘 Bluetooth Low Energy는 Bluetooth SIG 공개자료에 의하면, 버튼형 전지 1개만으로도 수년간 구동 가능하도록 되어 있다. 전송 속도는 1Mbps로, 데이터 패킷 사이즈가 8 - 28옥테드로 매우 작아졌다. 가전제품 등에 탑재된 센서와의 데이터 통신을 염두에 두고 만들어진 사양으로, 기존 3.0+HS과 방향성을 달리하여, 제품 제작자는 3.0+HS 및 4.0을 별도로 목적에 맞춰 채용하는 식이 되었다.

### 블루투스 4.1
블루투스 SIG는 2013년 12월 블루투스 4.1의 새로운 기능을 발표했다. 블루투스 4.1의 주요 특징은 다음과 같다.
- 공존성(coexistence) 향상- 블루투스와 LTE 무선이 서로 통신 상태를 조정해 가까운 대역폭으로 인한 간섭 현상을 줄여준다.
- 더 나은 연결(better connections)- 블루투스 연결 장치끼리의 거리가 증가해 잠시 연결이 끊어지게 되면, 4.1 블루투스 장치는 거리 내로 되돌아올 시 자동으로 재연결된다.
- 데이터 전송 개선(improved data transfer)- 블루투스를 사용하는 악세서리 장치(헬스 기구) 등과의 통신 전송 상태를 보다 효율적으로 개선하였다.
- 개발자에게 더 많은 유연성 제공(more flexibility to developers)- 앞으로 있을 웨어러블 기기 붐에 대비한 업데이트로, 블루투스 연결을 통해 웨어러블 기기가 스마트폰의 주변장치이자 동시에 다른 장치와의 허브 역할도 할 수 있게 해준다. 또한 장래를 위해 사물 인터넷(The Internet of Things)을 위한 새로운 IPV6 사용 표준도 들어가 있다.

### 블루투스 4.2
4.2 버전은 2014년 12월 2일 발표되었다. 이 판에는 사물 인터넷 지원을 위한 특징을 도입했다. 주요한 개선 사항은 다음과 같다.
- 데이터 패킷 Length Extension에 저전력 보안 접속
- 확장된 스캐너 필터 정책을 가진 Link Layer Privacy
- 스마트홈 지원을 위한 블루투스 저전력 사물인터넷용으로 IPv6나 6LoWPAN을 통해 인터넷에 직접 접속할 수 있다.

오래된 블루투스 하드웨어는 4.2를 데이터 패킷 Length Extension으로 받아들이고, 펌웨어 업데이트를 통해 보안을 개선했다.

### 블루투스 5
2016년 6월 16일 런던에서 개최한 미디어 이벤트를 통해 블루투스 5가 블루투스 SIG에 의해 공식적으로 소개되었다. 새로운 특징은 주로 부상하는 사물인터넷 기술에 초점을 맞춘 것이다. 2017년 4월에 블루투스5가 지원되는 삼성 갤럭시 S8을 출시했다. 마켓팅을 위해 소숫점 이하의 숫자는 의도적으로 생략했다. 이러한 변화는 사용자 편의를 위한 마켓팅을 단순화시키기 위함이다.
주요 개선 사항으로는 다음과 같은 것들이 있다.
- Slot Availability Mask (SAM)
- 데이터 전송 속도가 2Mbit/s PHY for LE
- 길어진 도달 거리†
- High Duty Cycle Non-Connectable Advertising
- LE Advertising Extensions
- LE 채널 선택 알고리즘 #2

†데이터 전송 속도가 2Mbps, 1Mbps, 125kbps가 되었고, 2M와 1Mbps는 예전처럼 도달 거리가 100m, 125kbps는 도달 거리가 400m가 되었다.

### 블루투스 5.1
2019년 발표.
- GATT
- 위치 정확도 향상
- 패킷 충돌을 피하고 Bluetooth 신호 도착율을 보장하는 임의 채널 색인

### 블루투스 5.2
2020년 1월 도입
- Isochronous 채널 (ISOC) - CIG (Connected Isochronous Group) 좌/우측 이어버드를 그룹으로 묶어 전송동기화 하여 좌우측 딜레이 차이를 최소화
- LE 파워 컨트롤 (LEPC) - LC3(저복잡성 통신코드)  고품질 저전력 오디오 코덱 지원 , 이어버드에 직접 동기화된 오디오 스트림 , 멀티 스트림 ,
- 향상된 특성 프로토콜 (EATT) - 기존 ATT보다 향상된 GATT(Generic Attribute Profile)에서 개선된 프로토콜 , L2CAP모드 적용

## 프로파일
블루투스는 여러 종류의 장비로의 통신에 사용되는 규격인 이유로, 장비의 종류에 따라 규정되는 각각의 별도의 프로토콜이 존재한다. 이들 프로토콜의 사용법을 프로파일이라는 용어로 표준화하고 있다. 통신하고자 하는 장비와 장비 간에, 동일한 프로파일을 가지고 있는 경우에만, 그 프로파일을 이용한 통신이 가능하다.
대표적인 프로파일은 다음과 같은 것들이 있다.
GAP (Generic Access Profile)
블루투스 장비의 접속/인증/암호화를 규정하는 프로토콜.
SDAP (Service Discovery Application Profile)
다른 블루투스 장비가 제공하는 기능(프로파일)을 참조하는 용도의 프로토콜.
DUN (Dial-up Networking Profile)
휴대전화 등을 통해 인터넷에 다이얼 업 접속을 할 때 사용되는 프로파일
FTP (File Transfer Profile)
컴퓨터 사이의 데이터 통신을 위한 프로파일. 참고로 파일전용 프로토콜 FTP와는 관계 없음.
HID (Human Interface Device Profile)
컴퓨터 마우스 또는 키보드 등의 입력장비와 무선으로 연결하기 위한 프로파일
HSP (Headset Profile)
블루투스를 내장한 헤드셋과의 통신을 위한 프로파일. 모노 음성 수신 뿐만 아니라, 마이크로의 쌍방 통신도 규정.
HFP (Hands-Free Profile)
차내 또는 헤드셋을 통한 핸즈프리 통화를 위한 프로파일. HSP 기능에 추가로 통신의 발신/착신 기능을 규정.
A2DP (Advanced Audio Distribution Profile)
음성을 리시버가 달린 헤드폰(또는 이어폰)으로 전송하는 프로파일.  HSP/HFP가 모노 음성인 것에 반해, 스테레오 고음질 음성을 지원.
AVRCP (Audio/Video Remote Control Profile)
AV기기의 리모콘 기능을 구현하는 프로파일

## 클래스
블루투스는 통신에 이용되는 전파의 강도를 클래스라는 개념으로 규정하고 있다. 블루투스 지원 장비는 어떤 장비든 한 클래스로 분류된다. 쌍방이 같은 클래스일 필요는 없다.
| 클래스  | 출력  | 도달 거리 |
| ------- | ----- | --------- |
| Class 1 | 100mW | 100m      |
| Class 2 | 2.5mW | 10m       |
| Class 3 | 1mW   | 1m        |
| Class 4 | 0.5mW |           |

## 사진

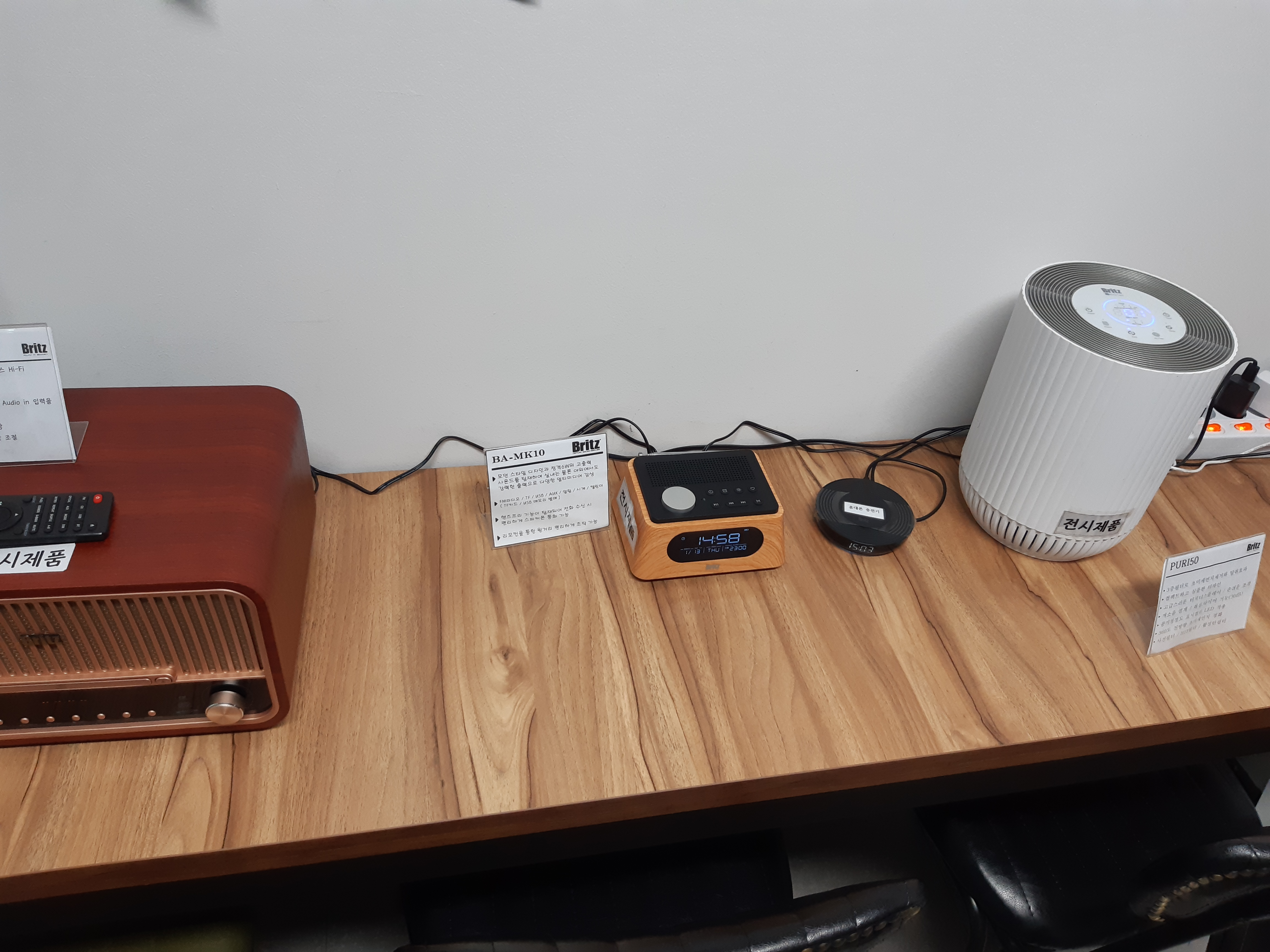
브리츠의 블루투스 기기
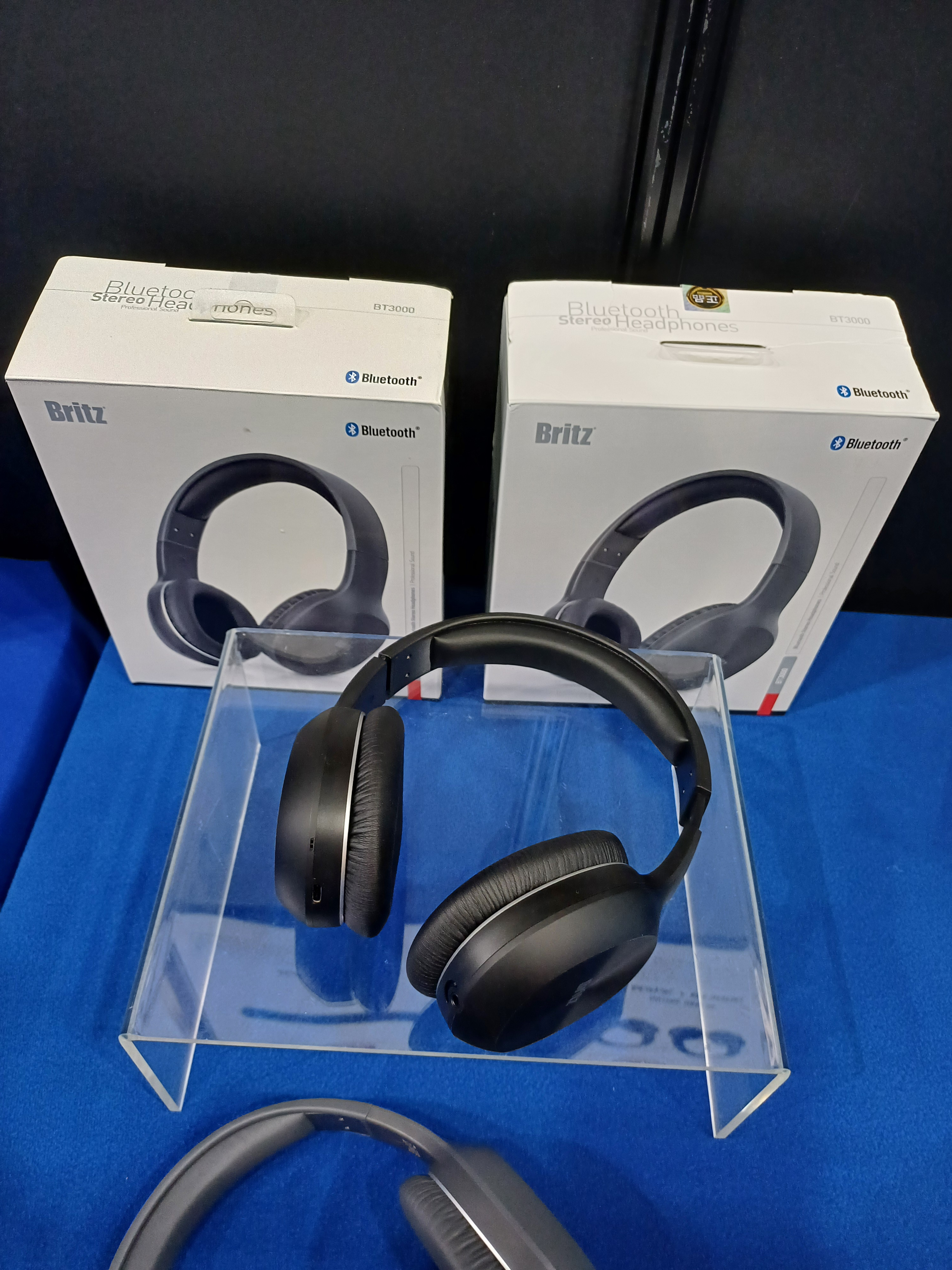
브리츠의 블루투스 헤드셋

## 같이 보기
- 블루투스 비콘
- DASH7
- 핫스팟 (와이파이)
- 라이파이
- 근거리 무선 통신
- 테더링
- 스레드 (통신 프로토콜)
- 직비